# Nyctophilus
A Nyctophilus az emlősök (Mammalia) osztályának a denevérek (Chiroptera) rendjéhez, ezen belül a kis denevérek (Microchiroptera) alrendjéhez és a simaorrú denevérek (Vespertilionidae) családjához tartozó nem.

## Rendszerezés
A nembe az alábbi 16 faj tartozik:
- Nyctophilus arnhemensis
- Nyctophilus bifax
- Nyctophilus corbeni
- Nyctophilus daedalus
- Nyctophilus geoffroyi típusfaj
- Nyctophilus gouldi
- Nyctophilus heran
- Nyctophilus howensis
- Nyctophilus major
- Nyctophilus microdon
- Nyctophilus microtis
- Nyctophilus nebulosus
- Nyctophilus timoriensis
- Nyctophilus sherrini
- Nyctophilus shirleyae
- Nyctophilus walkeri